# Outback Bowl 2015
Match précédent Match suivant
L'Outback Bowl 2015 est un match de football américain de niveau universitaire joué après la saison régulière de 2014, le 1er janvier 2015 au Raymond James Stadium de Tampa en Floride.
Il s'agissait de la 29e édition de l'Outback Bowl.
Le match a mis en présence l'équipe de Wisconsin Badgers issue de la Big Ten Conference et l'équipe d'Auburn Tigers issue de la Southeastern Conference.
Le match a débuté à 12:05 (heure locale) et a été retransmis en télévision sur ESPN2.
Sponsorisé par la société Outback Steakhouse (chaine de restaurants), le match est officiellement dénommé l' Outback Bowl.
Les Badgers du Wisconsin gagnent le match en prolongation sur le score de 34 à 31.

## Présentation du match
| Équipes                                                                              | Conférences | Entraîneurs             | Stats. saison rég. |
| ------------------------------------------------------------------------------------ | ----------- | ----------------------- | ------------------ |
| #18 Badgers du Wisconsin                                                             | Big Ten     | Barry Alvarez (intérim) | 10-3               |
| #19 Tigers d'Auburn                                                                  | SEC         | Gus Malzahn             | 8-4                |
| Arbitre : Mike Defee Équipe donnée favorite par les bookmakers : Auburn (7 contre 1) |             |                         |                    |

Le match a mis en présence l'équipe des Badgers du Wisconsin issu de la Big Ten et l'équipe des Tigers d'Auburn issus de la SEC.
La dernière rencontre entre ces deux équipes date du Capital One Bowl 2006 (victoire de Badgers du Wisconsin, 24 à 10).

### Badgers du Wisconsin
Avec un bilan global en saison régulière de 10 victoires et 3 défaites, Wisconsin est éligible et accepte l'invitation pour participer à l'Outback Bowl de 2015.
Ils sont classés à l'issue de la saison régulière 2014, #18 au ranking CFP et #17 aux classements AP et Coaches'Polls.
Ils terminent 1er de la Western Division de la Big Ten Conference avec un bilan en division de 7 victoires et 1 défaites.
Il s'agit de leur 6e participation à l'Outback Bowl et en étaient à 1 victoire (en 1995) pour 4 défaites (en 1984, 1998, 2005 et 2008.

### Tigers d'Auburn
Avec un bilan global en saison régulière de 8 victoires et 4 défaites, Auburn est éligible et accepte l'invitation pour participer à l'Outback Bowl de 2015.
Ils sont classés à l'issue de la saison régulière #19 aux classements du CFP, de l'AP et du Coaches'Polls.
Ils terminent 4e de la Western Division de la Southeastern Conference derrière #4 Alabama, #11 Mississippi State et #17 Ole Miss, avec un bilan en division de 4 victoires et 4 défaites.
Il s'agit de leur 3e participation à l'Outback Bowl et en étaient à 2 victoires (en 1990 et 2010) pour 1 défaite (en 1996).

## Résumé du match
Début du match à 12:05 (heure locale), fin à 15:44 pour une durée totale de 03:39 heures.
| ÉVOLUTION DU SCORE de l'OUTBACK BOWL 2015 |                              |                              |                              |                              |                              | |       |       |
| QT                                        | Temps                        | Drive                        | Drive                        | Drive                        | Équipe                       | Description de l'action | Score | Score |
|                                           |                              | Jeux                         | Yards                        | TDP                          |                              | | WIS   | AUB   |
| 1                                         | 11:10                        | 5                            | 89                           | 02:10                        | WISC                         | TD de 7 yards par RB Corey Clement à la suite d'une réception d'une passe de QB Joel Stave + 1 point de conversion par kicker Rafael Gaglianone  | 7     | 0     |
| 1                                         | 02:16                        | 8                            | 58                           | 02:46                        | AUB                          | TD à la suite d'une course de 2 yards par RB Cameron Artis-Payne + 1 point de conversion par kicker Daniel Carlson                               | 7     | 7     |
| 2                                         | 08:01                        | 2                            | 67                           | 00:40                        | AUB                          | TD de 66 yards par WR Ricardo Louis à la suite d'une réception d'une passe de QB Nick Marshall + 1 point de conversion par kicker Daniel Carlson | 7     | 14    |
| 3                                         | 12:09                        | 6                            | 75                           | 02:51                        | WISC                         | TD à la suite d'une course de 25 yards par RB Melvin Gordon + 1 point de conversion par kicker Rafael Gaglianone                                 | 14    | 14    |
| 3                                         | 09:42                        | 8                            | 42                           | 02:37                        | AUB                          | FG de 51 yards par kicker Daniel Carlson | 14    | 17    |
| 3                                         | 00:20                        | 6                            | 73                           | 03:16                        | WISC                         | TD à la suite d'une course de 53 yards par RB Melvin Gordon + 1 point de conversion par kicker Rafael Gaglianone                                 | 21    | 17    |
| 4                                         | 11:21                        | 9                            | 81                           | 03:59                        | AUB                          | TD de 20 yards par TE C. J. Uzomah à la suite d'une réception d'une passe de QB Nick Marshall + 1 point de conversion par kicker Daniel Carlson  | 21    | 24    |
| 4                                         | 07:58                        | 7                            | 70                           | 03:23                        | WISC                         | TD à la suite d'une course de 6 yards par RB Melvin Gordon + 1 point de conversion par kicker Rafael Gaglianone                                  | 28    | 24    |
| 4                                         | 02:25                        | 10                           | 71                           | 05:03                        | AUB                          | TD à la suite d'une course de 2 yards par RB Cameron Artis-Payne + 1 point de conversion par kicker Daniel Carlson                               | 28    | 31    |
| 4                                         | 00:07                        | 13                           | 64                           | 02:48                        | WISC                         | FG de 29 yards par kicker Rafael Gaglianone | 31    | 31    |
| ET                                        | -                            | 7                            | 18                           | –                            | WISC                         | FG de 25 yards par kicker Rafael Gaglianone | 34    | 31    |
| "TDP" = temps de possession.              | "TDP" = temps de possession. | "TDP" = temps de possession. | "TDP" = temps de possession. | "TDP" = temps de possession. | "TDP" = temps de possession. | "TDP" = temps de possession. | 34    | 31    |

## Statistiques
| Statistiques par Équipes               | Statistiques par Équipes | Statistiques par Équipes |
| Statistiques                           | WIS                      | AUB                      |
| -------------------------------------- | ------------------------ | ------------------------ |
| 1er downs                              | 31                       | 21                       |
| Conversion de 3e Down                  | 3/12                     | 4/12                     |
| Conversion de 4e Down                  | 3/3                      | 0/0                      |
| Jeux–yards                             | 81 jeux pour 521 yards   | 66 jeux pour 435 yards   |
| Yards à la course                      | 400 yards (54 courses)   | 219 yards (43 courses)   |
| Yards à la passe                       | 121 yards                | 216 yards                |
| Passes : Réussies-Tentées-Interceptées | 14/27 - 3 Int.           | 16/23 - 0 Int.           |
| Réussite en zone rouge/chances         | 4/4                      | 3/3                      |
| TD                                     | 4                        | 4                        |
| Field Goals                            | 2/2                      | 1/3                      |
| Sacks (Nombre-Yards perdus)            | 1 (4 yards perdus)       | 1 (13 yards perdus)      |
| Fumbles (Nombre/Perdus)                | 0                        | 0                        |
| Pénalités (Nombre/Yards perdus)        | 3 (28 yards perdus)      | 9 (75 yards perdus)      |
| Temps de possession                    | 33:04                    | 26:56                    |

| Meilleur Joueur (MVP) | Meilleur Joueur (MVP) | Meilleur Joueur (MVP) |
| --------------------- | --------------------- | --------------------- |
| Nom                   | Équipe                | Poste                 |
| Melvin Gordon         | RB                    | Wisconsin             |

| Statistiques Individuelles | Statistiques Individuelles | Statistiques Individuelles       |
| -------------------------- | -------------------------- | -------------------------------- |
| Quaterbacks                |                            |                                  |
| WIS                        | Joel Stave                 | 14/27, 3 Int., 121 yards et 1 TD |
| AUB                        | Nick Marshall              | 15/22, 0 Int., 217 yards, 2 TDs  |
| Meilleurs Coureurs         |                            |                                  |
| WIS                        | Melvin Gordon              | 34 courses, 251 yards, 3 TDs     |
| AUB                        | Cameron Artis-Payne        | 26 courses, 126 yards, 2 TDs     |
| Meilleurs Receveurs        |                            |                                  |
| WIS                        | Alex Erickson              | 4 Réc., 38 yards, 0 TD           |
| AUB                        | Quan Bray                  | 5 Réc. , 63 yards, 0 TD          |
| Meilleurs Tackleurs        |                            |                                  |
| WIS                        | Peniel Jean                | 5 tackles, 4 assistes            |
| AUB                        | Kris Frost                 | 9 tackles, 3 assistes, et 1 sack |